# 8564 Anomalocaris
8564 Anomalocaris è un asteroide della fascia principale. Scoperto nel 1995, presenta un'orbita caratterizzata da un semiasse maggiore pari a 3,2522757 UA e da un'eccentricità di 0,1140118, inclinata di 12,20707° rispetto all'eclittica.